# شخص دیگری
شخص دیگری (ترکی استانبولی: Bambaşka Biri) یک مجموعه تلویزیونی ترکی است که توسط تایمز پروداکشن به کارگردانی نسلیهان یشیلیورت ساخته شده‌است. بوراک دنیز و هانده ارچل به عنوان شخصیت‌های اصلی در آن حضور دارند. این سریال برای اولین بار توسط شبکه تلویزیونی فاکس در ۱۱ سپتامبر ۲۰۲۳ پخش شد.

## قسمت‌ها
| فصل | قسمت‌ها | قسمت‌ها | تاریخ اصلی روی آنتن رفتن | تاریخ اصلی روی آنتن رفتن |
| فصل | قسمت‌ها | قسمت‌ها | اولین بار                | آخرین بار                |
| --- | ------ | ------ | ------------------------ | ------------------------ |
| ۱   | ۱۶     | ۱۶     | ۱۱ سپتامبر ۲۰۲۳          | ۱۳ ژانویه ۲۰۲۴           |

## تولید

### بازیگران
هانده ارچل در نقش لیلا گدیز (دادستان) و بوراک دنیز در نقش کنان اوزتورک (خبرنگار) به بازیگران پیوستند و دومین همکاری خود را پس از عشق حرف حالیش نمیشه (۲۰۱۶) انجام دادند.

### توسعه
این سریال در ابتدا با عنوان Iki Yabanci, که در فارسی به عنوان «دو غریبه» شناخته می‌شود، بعداً به «غریبان» تغییر یافت و با عنوان «شخص دیگری» عرضه شد.
این سریال توسط فاکس به کارگردانی نسلیهان یشیلیورت با بازی هانده ارچل و بوراک دنیز منتشر شد.

## بازخورد
در ۱۸ سپتامبر این سریال به پربیننده‌ترین سریال تلویزیونی در همه دسته‌ها تبدیل شد.